# Alberto Terrile
Alberto Terrile (ur. 11 marca 1961 w Genui) – włoski fotograf.
Znany przede wszystkim we Francji, Włoszech i Stanach Zjednoczonych ze swojego cyklu o Aniołach, aktywny również w dziedzinach takich jak teatr, muzyka i reklama. W jego dorobku dominują czarno-białe portrety i to właśnie za nie otrzymał najwięcej nagród. Na jego najważniejszych portretach figurują – Corrado Rustici, Dee Dee Bridgewater i Ute Lemper. Swoje dzieła wystawił min w Mediolanie, Rzymie, Paryżu, Avignone, Chicago, Montrealu e Toronto.

## Życiorys
Urodzony w Genui w średnio- mieszczańskiej rodzinie, od dziecka przejawia zainteresowanie sztuką wizyjną. Dorasta między swoim rodzinnym miastem i miejscem zwanym Iola di Montese, małym miasteczkiem w Apeninach tosko- emiliańskich gdzie jego rodzina posiada wiejski dom. Duża różnica kulturalno- socjalna między tymi dwoma miejscami jest podstawą jego rozwoju nie tylko socjalnego ale i artystycznego; prawdopodobnie w tych latach w Terrile dojrzewa jego miłość do dzikiej i nienaruszonej natury, szczególnie lasów i gór.

### Szkolne lata
W wieku 14 lat zaczyna naukę w Liceum Artystycznym imienia "Nicoli Barabino" w Genui. Jego wrodzone predyspozycje w kierunku malarstwa i ogólnie sztuki nie są jeszcze widoczne, do tego stopnia że już w pierwszej klasie dostaje "radę" że może lepiej byłoby zaniechać i dlaczego nie- znaleźć lepiej dobrą pracę. Mimo to Terrile kończy liceum i dzięki wsparciu rodziców wstępuje do Akademii Sztuk Pięknych w Genui.
W Akademii Terrile używa swoich kolegów jako modeli. Ogólna atmosfera buntu przeciwko zasadom i chęć eksperymentowania pomaga mu zrealizować serie portretów metodą low key, są one prawie monochromatyczne z wyjątkiem czerwonych ust i niebieskich oczu. Ciało i twarze ściśnięte w jednym kadrze wydają się być zanurzone w akwarium z wodą. Seria "Fluttuare" to świetny przykład jego początkowego stylu.
W tych latach jego zainteresowania są bardzo zróżnicowane- poprzez malarstwo analityczne do muzyki pop a fotografię kolorową. Na szczególne zainteresowanie zasługują Calligrafie, Tracce i Segni, trzy serie portretów zrealizowane między 1977 i 1979 na wielkich powierzchniach, na video czy innych materiałach. Dzieła te pod wspólnym imieniem Queste improbabili opere (Te niemożliwe dzieła) wystawione zostają w Genui, Grosseto, Cosenzy i Bari. W 1979-1980 Terrile realizuje partyturę na saksofon z kompozytorem Lucą Viale – Barbieri zatytułowana Cromofonie

### Staż w Mediolanie
Po ukończeniu z sukcesem Akademii w 1984, Terrile ma już swój styl fotograficzny i zaczyna staż w Mediolanie jako trzeci asystent Paolo Gandoliego - młodego ale już bardzo znanego fotografa mody. W latach 80. Mediolan rozwija się jako stolica finansów i mody włoskiej i przejawia się to myślą, że pieniądz rządzi relacjami międzyludzkim a w strukturach instytucyjnych rozpowszechnia się korupcja. Nie przez przypadek w tych latach Silvio Berlusconi zaczyna swoją karierę jako przedsiębiorca budowlany i telewizyjny.
Lata spędzone przez Terrile w Mediolanie nie są jednak łatwe: jego skromne podejście do życia i ludzi nie mają nic wspólnego z mediolańskim życiem. Po paru latach wraca do Genui. Przywozi ze sobą to czego nauczył się- jeśli chodzi o technikę- od Gandoliego ale odrzuca fotografię mody i wszystko co się z nią wiąże. W jednym z wywiadów, tuż po powrocie, Terrile oświadcza z dumą " Wydaje mi się rzeczą niemożliwa, że w sferze mody tylko czterech czy pięciu wielkich w dziedzinie mody są w stanie bezwarunkowo pokazywać swój punkt widzenia[...] Wystarczy już tych amerykańskich twarzy[...] Urodę można znaleźć w jakimkolwiek autobusie i nie ma potrzeby szukać jej w Los Angeles czy Londynie".
W tym samym wywiadzie Terrile deklaruje swoją miłość do kina, która wpłynie w dużym stopniu na jego późniejsze prace. Mimo że ma tylko 25 lat, jego artystyczna wizja jest już wyraźna: "dla mnie kino to Truffaut, Arthur Penn, Altman, Wenders [...] Przypadkowość w moich pracach jest dla mnie relatywnie ważna ale zawsze pod kontrolą". [...] Fotograf jest zawsze w pewnym stopniu trochę artystą a trochę rzemieślnikiem. " Dodaje również, że bycie artystą rzadko popłaca i od 1985 roku będzie się już utrzymywał jako fotograf profesjonalny.

### Dojrzałość artystyczna
Powrót do Genui to początek kariery fotograficznej Terrile "pełną parą". W tych latach współpracuje z artystycznym underground Genui; uczęszcza artystów różnego typu, również poza kręgiem akademickim; szczególną przyjaźń nawiązuje z Lorenzo Garaventa. W studiu Garaventy Terrile ma okazje wykonać wiele portretów artysty realizując jedne z ważniejszych fotografii swojego wieku młodzieńczego. Na uwagę zasługuje użycie światła naturalnego i mocnego kontrastu otrzymanego podczas wywoływania. Terrile przywiązuje bardzo duża wagę właśnie w fazie wywoływania negatywu co często zawdzięcza artyście Stefano Grondonie.

### Anioły
Terrile od dziecka przejawia swoją fascynacje magią i tym wszystkim co niewidoczne dla oka. Jest to prawdopodobnie odzwierciedleniem stylu Terrile - często bardzo mrocznego, z dużym kontrastem i w tonach biało- czarnych. Podczas niezbyt udanego pobytu w Paryżu, Terrile zdaje sobie sprawę, że czas jest bardzo ważnym elementem. I tak powstają anioły- mężczyźni i kobiety jakby zawieszone nad ziemią. Seria ta znana jest jako "Sotto segno del angelo" (Pod znakiem anioła)
Seria Aniołów trwa 30 lat, wcześniej nominowana seria "Fluttuare" może być uznana za prototyp i do tej pory jest to work in progress: średnio raz w roku Terrile produkuje jednego anioła. Interpretację aniołów i ich krytykę można znaleźć we wszystkich znanych czasopismach fotograficznych.
Seria została wystawiona częściowo lub kompletnie w Berlinie, Avignone, Genui i Mediolanie.

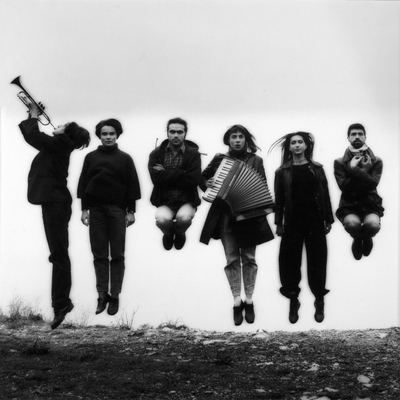
Angelo nr. 40 Arbalete, 1996

## Krytyka
- J.P. Giovanelli, La vitesse de liberation d'Alberto Terrile in Fluxus, aprile 1996.
- Alberto Terrile: angeli in Photonews – Zeitung für Photographie, aprile 1997.
- Paolo Castelli, Polvere d'angeli in Rivista del cinematografo n.3, marzo 1997.
- Guido Festinese, Angeli giù dal paradiso ne Il manifesto, agosto 1998.
- Andrea Jacchia, A livello degli angeli in Diario della settimana, 1998.
- Nedjima Van Egmond, Alberto Terrile place le Petit Palais sous le signe de l'ange in La Provence, 1998.
- Laure Bernard, La photographie des anges in Le Figaro, luglio 1998.
- Flavio Brighenti, Gli angeli sono fra di noi in Musica, 1998.
- Ferruccio Giromini (senza titolo) in Blue nr. 89, 1998.
- David Crosby (senza titolo) in Zoom nr. 27, lug/ago 1998.
- Roberta Ridolfi in Segno – Rivista di attualità internazionali d'arte contemporanea nr. 167, mar/apr 1999.
- Viana Conti, Alberto Terrile, il Buster Keaton della fotografia in Frigidaire nr. 112, marzo 1990.
- Annissa Defilippi, Per favore non chiamatelo il ritrattista degli angeli in Infonòpoli, 2009.

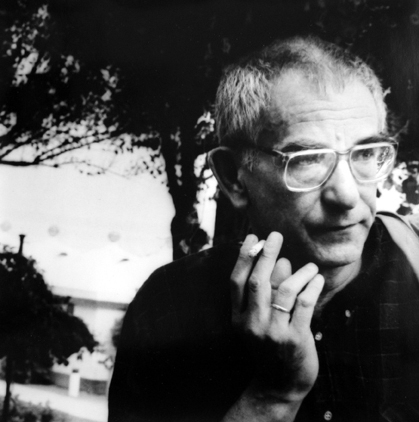
Portret reżysera Krzysztofa Kieślowskiego, Wenecja 1994

### Wyróżnienia
- 1989 nagroda za Portret roku przyznany przez "Progresso fotografico"
- 1994 Excellence Standard Kodak European Gold Award
- 1995 Excellence Standard Kodak European Gold Award

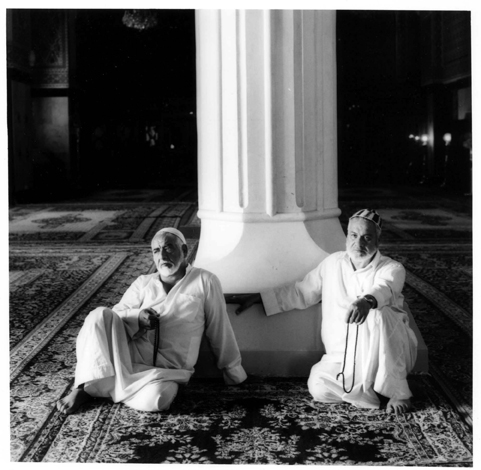
In moschea, Baghdad 1993

## Publikacje i wystawy

### Książki
- 1998 Sous le signe de l'Ange, edizioni Petit Palais
- 2008 Poeti Immaginati edizioni La Lontra
- 2008 Nel Segno dell'Angelo 1991/2008, edizione limitata per il Festival della Scienza di Genova

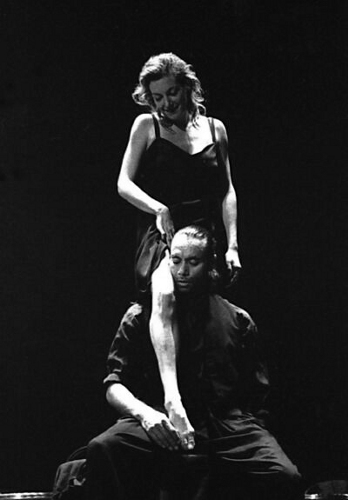
Performance Ute Lemper podczas tournée Illusion tour, 1992

- 2012 Sous le signe de l’Ange, Jacques Flament Editions

## Wystawy osobiste
- 1986 La morte piatta Psyco club, Genova
- 1989 Immagini dell'interruzione del movimento Santa Maria di Castello, Genova
- 1991 Il luogo del vero silenzio Teatro Verdi, Genova
- 1992 Figure d'artista ritratti di artisti svizzeri contemporanei tra cui Daniel Spoerri, Ben Vautier, Christian Megert nell'ambito della mostra Frammenti, interfacce, intervalli,paradigmi della frammentazione nell'arte svizzera, Museo di architettura e scultura ligure, Genova
- 1994 Rabelais le sixieme livre Centre Culturel Galliera, Genova
- 1995 Rabelais le sixieme livre Palazzo Tursi, Genova
- 1995 Rabelais le sixieme livre Stazione ferroviaria di Genova P. Principe, Genova
- 1995 Paris 1992-1994 Centre Culturel Galliera, Genova
- 1995 Angeli a cura di Robert Jarmatz e Jolanda Darbyshire, PPS Galerie, Berlino
- 1998 Sous le signe de l'ange edited by Esther Moench, Musée du Petit Palais, Avignon
- 1998 Sous le signe de l'ange Galleria Bianca Pilat, Milano
- 2000 Ritratti (Portraits) a cura di Paola Lambardi, Terrazza Silva Plando, Milano
- 2003 Ritratti/Cinema Teatro Cargo, Genova
- 2004 Cinema Feltrinelli bookshop, Genova
- 2004 Cinema (vol. 2) I tre Merli, Genova
- 2006 Cinema Centro Polivalente Sivori, Genova
- 2007 Ritratti di Alberto Terrile 93/94/97 Centro Polivalente Sivori, Genova
- 2008 Poeti Immaginati Centro Polivalente Sivori, Genova
- 2008 Nel Segno dell'Angelo nell'ambito del Science Festival di Genova

## Wystawy kolektywne
- 1986 Tra il dire e il fare Bagni comunali S. Nazaro, Genova
- 1994 Equinozio d'autunno a cura di Franz Paludetto, Castello di Rivara, Torino
- 1995 Il viaggio in tutti i suoi aspetti Fondazione G. Costa, Genova; riappare nel 1996 alla Galleria G. Costa, Genova
- 1995 Colore aperto Loggia della Mercanzia, Genova
- 1995 Red Ribbon Palazzo Tursi – Club amici del cinema – Le Corbusier, Genova
- 1996 Oeuvres & Lectures  a cura di Gerard-Philippe Broutin & Roland Sabatier, Les Salons Art, Vidéo, Cinéma et Ecritures, Lavoir Moderne Parisien, Parigi
- 1996  Atelier d'artista Casa di Giorgione, Castelfranco Veneto
- 1996 Nel segno dell'angelo – Sign of an angel a cura di Bianca Pilat, Bianca Pilat Contemporary art L.L.C., Chicago, USA
- 1997 The angel in Contemporary Art, Desing and Advertising a cura di Bianca Pilat, J.D. Carrier Art Gallery, Toronto, Canada
- 1997 Sous le signe de l'ange a cura di Bianca Pilat, La Chapelle Historique du Bon-Pasteur, Montréal, Canada
- 1997 Il punto a cura di Elio Grazioli, Galleria Continua, San Gimignano
- 1997 Oeuvres & Lectures/Salon Virtuel a cura di Gerard-Philippe Broutin & Roland Sabatier, Parigi
- 1998 Angeli su Roma Chiesa di S.Rita, Roma
- 1999 Angeli su Roma roof garden del Palazzo delle Esposizioni, Roma
- 2000 Angeli e Angeli Oratorio Madonna della Neve, Chiavari (Genova)
- 2000 mostra per la presentazione di Riga due, Marcos y Marcos, Galleria Estatic, Torino
- 2000 idem, ripresentato alla Galleria Continua di San Gimignano
- 2000 idem, apparso alla triennale di arte sacra Trascendenze e Spiritualità, a cura di Raffaella Iannella, Celano (L'Aquila)
- 2002 Fantascienza e Agrestità Il Campazzo, Modena
- 2003 Corpi Liberi Antico Palazzo della Pretura Castel Arquato, Piacenza
- 2003 Italialainen Tilanne II (Situazione italiana, 2) City gallery di Viitasaari, Finlandia
- 2003 Fantasmi Il Campazzo-Guiglia, Modena
- 2003 L'Archivolto in Mostra fotografie di scena, Galleria Il Vicolo, Genova
- 2003 Opere a 63° 05' N 25° 54' E & Opere a 44° 35' N 08° 18' E, mostra italo/finlandese, Liguria Spazio Aperto, Genova
- 2004 FHARE Il Campazzo-Guiglia, Modena
- 2004-2005 Disegnare il marmo di Carrara, Palazzo Binelli, Carrara
- 2007 Interrotti Transiti – La fotografia italiana negli anni settanta, Loggia della Mercanzia, Genova
- 2009 Lettere, Biblioteca Berio, Genova
- 2010 I grandi fotografi per i bambini Museo di S. Agostino, Genova

## Nauczanie

### Kursy akademickie
Akademia Sztuk Pięknych w Genui
- 2004 Fotografia e Luce (Fotografia i światło) Accademia Ligustica di Belle Arti, Genova
- 2004 La fotografia di scena (Fotografia sceniczna) Accademia Ligustica di Belle Arti, Genova
- 2005 Fotografia e Luce Accademia Ligustica di Belle Arti, Genova
- 2005 La fotografia di scena Accademia Ligustica di Belle Arti, Genova

### Inne kursy
- 1996 L'immagine che racconta (Obraz który opowiada), Scuola Holden, Torino
- 1997 kurs fotograficzny w Instytucie Sztuki w Aoście
- 1999 Paesaggi dell'avvenuto passaggio(Pejzaże z przebytych miejsc), Ufficio Politiche Giovanili del Comune di Genova
- 2001 Progettare la Realtà(Projekując rzeczywistość), Liceo Artistico Nicolò Barabino di Genova (Liceum artystyczne)
- 1996 Fotografare la scena, Teatro Cargo, Genova
- 2004 Corso di Fotografia Creativa, Genova

- od 2005 do teraz Dai sali d'argento ai pixel, kursy roczne podstaw fotografii "Centro Polivalente Sivori", Genua

## Workshopy
- 1997 Ufficio Politiche Giovanili del Comune di Genova Percorsi Magici
- 2007 Fotografare l'autunno (Fotografując jesień) Iola di Montese
- 2008 The Magic Map Sassello, Genova
- 2009 De nudo de natura Sassello, Genova
- 2010 Abitare la terra (Zamieszkując ziemię) Sassello, Genova
- 2010 Le donne volanti (Latające kobiety) Sassello, Genova
- 2010 Come to my house Iola di Montese

## Konferencje
- 2002 Circolo fotografico IL FORTE, Genua
- 2003 Accademia Ligustica di Belle Arti, Genua
- 2003 Facoltà di Architettura di Genova
- 2003 Palazzo Ducale, Genua
- 2004 Circolo fotografico 36º Fotogramma, Genua
- 2010 I volti del cinema / Racconti del cinema fotografato, Genua
- 2010 Fare anima (To make a soul), Badalucco (Genua)